# Lucy Stephan
Pour les articles homonymes, voir Stephan.
Lucy Stephan, née le 10 décembre 1991 est une rameuse australienne spécialiste du quatre de pointe.

## Palmarès
Elle a remporté la médaille d'or en quatre de pointe lors des Championnats du monde U23 d'Aviron de 2012 et 2013. 

### Jeux olympiques
- 2016, à Rio (Brésil)
  - 5e lors du repêchage en Huit[2]

### Championnats du monde
- 2019 à Ottensheim (Autriche)
  -  Médaille d'or en quatre de pointe
- 2018 à Plovdiv (Bulgarie)
  -  Médaille d'argent en quatre de pointe
- 2017 à Sarasota (États-Unis)
  -  Médaille d'or en quatre de pointe[3],[4].